# Barberino Val d'Elsa
Barberino Val d'Elsa este o comună în Provincia Florența, Toscana din centrul Italiei. În 2011 avea o populație de  4.363 de locuitori.

## Demografie
Barberino Val d'Elsa - evoluția demografică

|  | Graficele sunt indisponibile din cauza unor probleme tehnice. Mai multe informații se găsesc la Phabricator și la wiki-ul MediaWiki. |

Date: Recensăminte sau birourile de statistică - grafică realizată de Wikipedia